# منطقه حفاظت‌شده ورجین
منطقه حفاظت شده ورجین به موجب مصوبه شماره ۸۹ شورای عالی حفاظت محیط‌زیست در تاریخ ۲۱/۶/۱۳۶۱ به عنوان منطقه حفاظت شده اعلام گردیده و از نظر تقسیمات کشوری در استان تهران و بخش لواسانات شهرستان شمیرانات قرار گرفته است.
این منطقه در شمال شرقی شهر تهران واقع شده است و طبق آخرین بررسی‌های انجام شده ۲۲/۲۷۴۳۶ هکتار وسعت دارد.

## موقعیت جغرافیایی و راه‌ها
این منطقه به واسطه خصوصیات خاص خود و نزدیکی به تهران از راه‌های دسترسی مناسبی برخوردار است. راه ارتباطی اصلی منطقه از شرق تهران (از طرف تهرانپارس) پس از عبور از گردنه قوچک می‌باشد. این جاده، پس از گردنه قوچک، در منطقه لواسانات، ضمن عبور از حاشیه منطقه حفاظت شده ورجین، به سمت شرق، به شهر لواسان و به سمت غرب به اوشان، فشم، میگون (و نهایتاً به گرمابدر) می‌رسد.
ورود به منطقه از دو طریق یکی از داخل شهر لواسان (جاده کند و بوجان) و دیگری در مجاور شهر فشم (جاده امامه) میسر می‌شود. مسیرهای یاد شده فوق همگی آسفالت می‌باشند. علاوه بر این، از مسیر گرمابدر نیز جاده‌ای به داخل منطقه وجود دارد که در ابتدا به صورت آسفالت و پس از آن به صورت خاکی و شن ریزی شده وجود دارد. این جاده بسیار کم تردد است و عمدتاً توسط عشایر مورد استفاده قرار می‌گیرد.

## محیط طبیعی (پوشش گیاهی و حیات وحش)
منطقه حفاظت شده ورجین، از نظر تنوع زیستی حائز اهمیت زیادی است و از دیرباز مورد توجه بوده است. حضور گونه‌های بارز حیات وحش که به سادگی در حاشیه منطقه مشاهده می‌شوند از مواردی است که بر جاذبه‌های آن می‌افزاید.
قوچ و میش البرز مرکزی، کل و بز، پلنگ، گرگ، خرس قهوه‌ای و گراز مهم‌ترین گونه‌های حیات وحش منطقه به‌شمار می‌روند.
در این منطقه گونه‌های زادآور پرنده شامل گونه‌های کورکور سیاه، کرکس، قرقی، سارگپه معمولی، سارگپه پا بلند، عقاب طلایی، دلیجه، کبک دری، کبک، بلدرچین، جغد کوچک و جغد شاخدار نیز به عنوان گونه‌های بارز و مهم معرفی شده‌اند.
مراتع محدوده منطقه حفاظت شده ورجین، به علت دارا بودن شرایط کوهستانی و هوای نسبتاً سرد، تنها به عنوان مراتع ییلاقی قابل استفاده می‌باشند. در حال حاضر مراتع این منطقه (به جز منطقه ممنوع التعلیف)، توسط دامهای عشایر و همچنین دامهای روستاییان منطقه، مورد استفاده قرار می‌گیرد. از گیاهان مرتعی مهم می‌توان به گونه‌هایی از جنس‌های Bromus , Stipa , Leucopoa , Eurotia , Psathyrostachys , Ferula , Agropyrom اشاره نمود.
همچنین گیاهان دارویی متعددی از جمله بومادران، ازمک، زالزالک زرد، شکرتیغال، پنیرک، یونجه زرد، بارهنگ سرنیزه‌ای، ریواس، بابونه گاوی، بنفشه معطر، کاکوتی کوهی و … در این منطقه به وفور مشاهده می‌شود.

## برنامه‌ها و مدیریت
در سال ۱۳۸۶ مطالعات طرح مدیریت این منطقه انجام شده و ناحیه بندی (زون‌بندی) شده است. بر این اساس، ناحیه‌های (زون‌های) زیر در آن شناسایی شده و برای هر ناحیه، برنامه‌هایی نیز تهیه شده است:
- زون حفاظت
- زون طبیعت‌گردی گسترده
- زون طبیعت‌گردی متمرکز
- زون بازسازی
- زون استفاده ویژه- اداری
- زون سپر بازدارنده
- زون سایر استفاده‌ها

از معضلات این منطقه می‌توان به حضور عشایر در بخش‌های شمالی، عدم تعادل بین تعداد دام و ظرفیت مرتع اشاره نمود. دامهای عشایر در یک دوره یکصد روزه، از اواسط خردادماه تا اواخر شهریورماه در منطقه حضور دارند و مراتع آن‌ها در قسمت‌های شمال، شمال شرق و شرق منطقه، در مناطق خاتون بارگاه، امامه (عشایر)، هداوند (یابوچال) و قلقلک چشمه واقع شده است.
تصرف اراضی مستعد برای ویلاسازی به ویژه در حاشیه‌های جنوبی و غربی، تفرج بیش از ظرفیت و توان کنونی محیط و همچنین عدم امکانات کافی تفرجی در مکانهای مناسب از دیگر مشکلات منطقه حفاظت شده ورجین به‌شمار می‌رود.

## زمین خواری عظیم
مدیرکل دفتر بازرسی، ارزیابی عملکرد و پاسخگویی سازمان حفاظت محیط زیست گفت: پرونده زمین خواری منطقه حفاظت شده ورجین در قسمت جنوبی البرز مرکزی ۶ هزار و ۵۰۰ میلیارد تومان به بیت المال آسیب زده است.